# 프톨레마이오스 1세 (마케도니아)
프톨레마이오스(그리스어: Πτολεμαῖος Α`)는 마케도니아의 아민타스 3세가 기원전 375년에서 373년까지 아테네에 보낸 사절이었다.

## 발단과 결말
아민타스가 죽은 뒤에 그는 그의 과부 에우리디케와 사통하기 시작하였다. 기원전 368년 그는 에우리디케의 아들이자 그의 전임자인 알렉산드로스 2세를 암살하였다. 이것이 문제가 되어 마케도니아 가계의 혼합을 유발하였고 당시 마케도니아가 멸망할 위기에 처하기도 했다. 평화 정착을 위해 알렉산드로스 2세의 형제 필리포는 테베로 볼모로 보내졌다.
프톨레마이오스는 마케도니아의 페르디카스 3세의 집정관으로 다스렸다. 기원전 365년 페르디카스는 프톨레마이오스를 살해하였다. 프톨레마오스는 알렉산드로스 1세의 왕자 메넬라우스의 아민타스 형제의 후손이라는 설도 있다.